# Dark Carnival
Le Dark Carnival est le concept associé à la discographie du groupe de hip-hop américain Insane Clown Posse (ICP). Le groupe est composé des rappeurs Violent J et Shaggy 2 Dope, et signé sur le label Psychopathic Records. Même si le concept du Dark Carnival n'est pas présent dans toutes les chansons, il s'agit de la ligne directrice du groupe. Cette ligne est notamment développée à travers les albums appelés les cartes Joker (Joker's Card). La première carte joker a été commercialisée en 1992 sous le nom The Carnival of Carnage (1992). 
Le concept du Dark Carnival s'inspire en grande partie du Jour du jugement des religions monothéistes. Après sa mort, chaque être devient un Périsprit. Il attend alors avec les autres Périsprits d'être envoyé au Paradis (appelé Shangri-La) ou bien en enfer en fonction de ses actions individuelles. Le Dark Carnival révèle alors à chaque Périsprit ses bonnes et mauvaises actions. Le Dark Carnival se développe au fur et à mesure des albums. Chaque carte joker représente une entité spécifique du Dark Carnival. Le Dark Carnival est une sorte d'histoire à laquelle les Juggalos et les Juggalettes (les fans d'ICP) sont libres ou non de croire. Fort de sa réflexion personnelle sur le Dark Carnival, chaque Juggalo saura de lui-même, juste avant sa mort, s'il mérite d'aller au paradis ou bien d'aller en enfer en fonction des erreurs faites dans la vie, de ses bonnes ou mauvaises actions.
Les cartes Joker sont toutes dessinées par Shaggy 2 Dope. Dès la première carte Joker, ICP prend l'habitude de glisser de nombreux messages cachés dans les chansons des albums (paroles enregistrées à l'envers...). Le côté innovant de cette technique accentue l'ambiance sonore mystérieuse et subtile.

## Histoire

### Origines
À l'époque de l'EP Dog Beats (1991), Violent J rêve d'un clown. Ce rêve lui inspire la pochette de l'EP qui comprend un clown avec un maquillage noir et blanc. Cette inspiration le décide à se déguiser en clown maléfique et à lancer les Insane Clown Posse avec Shaggy 2 Dope. 
Durant l'enregistrement de The Carnival of Carnage (1992), Violent J revoit en rêve le même clown. La vision se précise alors et lui inspire le Dark Carnival (ou aussi Dead Carnival). Il se retrouve dans un lieu ressemblant assez à une fête foraine, un carnaval noir. Dans cette fête foraine apparaît un clown géant maquillé de noir et blanc, habillé d'un chapeau de joker bleu et rose, avec des grosses chaussures et des gants blancs. Il tient dans sa main un jeu de cartes, chacune représentant une carte joker différente. Chaque carte flotte dans les airs avant de tomber à terre. Et juste avant que la 6e carte Joker ne tombe, Violent J se sent monter en apesanteur. Il se retrouve dans les airs, à regarder de haut ce carnaval qui ressemble à une ville. Cependant, la situation se renverse brusquement. Il entend alors des manifestations sonores agressives, des cris et des plaintes de terreur, des rires diaboliques plus forts que jamais dans une ambiance chaotique. Sous le choc, Violent J se réveille complètement perdu. Il parvient à convaincre Shaggy 2 Dope de développer le concept du Dark Carnival dans les albums,.

## Première main

### The Carnival of Carnage
La première carte joker est The Carnival of Carnage (1992). Elle représente les ghettos et leur violence,. Elle prend la forme d'un carnaval itinérant qui amène le ghetto et sa violence sociale chez les classes sociales privilégiées. The Carnival of Carnage est la vengeance des ghettos et des pauvres contre d'une part la domination et le mépris des riches, et d'autre part l'abandon des hommes politiques,. Le succès local est immédiat. Le public est très intrigué par le mystérieux Dark Carnival qui reste encore très flou. Les clowns maléfiques Violent J et Shaggy 2 Dope sont des messagers du Dark Carnival. D'un côté, ils tuent les êtres maléfiques pour les envoyer au jugement du Dark Carnival. De l'autre côté, par leurs chansons, ils poussent les gens à s'améliorer en devenant juste et donc à atteindre le Shangri-La à leur mort. L'EP Beverly Kills (1993) développe l'esprit de vengeance de la première carte joker. La chanson 17 Dead permet à ICP de développer un mystère autour du chiffre 17.

### The Ringmaster
La seconde carte Joker, The Ringmaster (1994), est le Monsieur Loyal (le Ringmaster en anglais) du Carnival of Carnage vu en rêve par Violent J,. C'est lui qui mène les fantômes des morts (les Périsprits). Cette procession des morts prend la forme d'un carnaval. Les Périsprits y sont dirigés vers le paradis ou bien condamnés à l'enfer. Le Ringmaster se nourrit des péchés des hommes. Avec d'autres entités, il peut décider du sort des Périsprits.  Sur la pochette, The Ringmaster représente aussi l'équilibre entre les gangs avec ses deux mains mimant le signe des gangsters. L'un pointant vers le haut et l'autre pointant vers le bas. 
The Ringmaster est la pièce maitresse de la saga car il symbolise le chef d'orchestre du Dark Carnival. Beaucoup de paroles avec des sous-entendus entre le bien et le mal peuvent être déchiffrées dans des chansons telle que Wagon Wagon:  If I'm gonna die, I'm going out riding the wagon! Le wagon symbolise le transport du défunt sur le chemin qu'il a souhaité, soit le paradis, soit l'enfer. Également : Wagon Wagon, dead bodies draggin. Don't miss your chance! Cette chance désigne en fait le paradis. Ce qui signifie que tout Juggalo adhérent au Dark Carnival ne doit surtout pas finir en enfer, et doit défendre le bien durant toute sa vie. 
En parallèle, l'EP Terror Wheel (1994) développe l'attraction de la roue de la Terreur (The Terror Wheel). Cette attraction du Dark Carnival embarque de force les morts à travers plusieurs chansons morbides. Ainsi dans Amy's In the Attic (1994), un jeune homme est torturé par le souvenir d'Amy. Onze années plus tôt, il joue avec sa copine Amy, la pousse et la tue accidentellement dans le grenier. Paniqué, il s'enfuit et ferme la porte à clé. Hanté par ce souvenir atroce, il devient fou. À la fin de la chanson on peut entendre Your seat awaits you on the Terror Wheel (ta place t'attend sur la roue de la terreur). The Dead Body Man (1994) est l'histoire d'un tueur en série. Skitsofrantic (1994) développe l'histoire d'un schizophrène assassin.

### The Riddle Box
La troisième carte joker est The Riddle Box (1995). Cette nouvelle entité du carnaval itinérant prend la forme d'une boîte à manivelle,,,. Le mort entre dans une chambre noire dans laquelle se trouve une boîte à manivelle sur une vieille table en bois,. Il tourne la manivelle (Turn the crank lui disent des voix) et une musique se déclenche. Pendant ce temps, The Riddle Box observe son âme. Lorsque la musique s'achève, le mort apprend quel choix a fait The Riddle Box. Il peut tout d'abord voir Dieu qui l'accueille au paradis. D'autres voient un immense brouillard démoniaque représentant leur côté maléfique qui les happe vers l'enfer. Le sol s'ouvre alors sous eux et ils chutent vers les flammes de l'enfer (Hell's Pit). L'album contient de nouvelles chansons de tueurs comme ol Evil Eye et 12. La chanson The Killing Fields (Les champs de la mort) développe ce qu'il advient à ceux qui tombent en enfer : les maisons sont enflammées, les âmes veulent mourir tant elles souffrent,. Dans la pochette du CD, on peut voir pour la première fois six carrés. Trois contiennent les trois premières cartes joker. Trois contiennent des points d'interrogation. On peut lire ces mots énigmatiques : There will be six faces of the dead Carnival. After all six have risen the end will consume us all (Il y aura six visages du Dead Carnival. Après que les six cartes auront été révélées, la mort nous consumera tous). Ce visuel est ensuite repris et complété dans chaque carte joker.
L'EP Tunnel of Love (1996) développe l'attraction du tunnel de l'amour (The Tunnel of Love). Dans cette attraction du Dark Carnival, on peut entendre des chansons qui parlent de sexe (Cotton Candy, Super Balls, My Kind of Bitch) mais aussi de meurtre (Prom Queen : Christine, une fille très populaire et très belle refuse l'invitation au bal de fin d'année à un garçon qui la tue et danse avec son cadavre).

### The Great Milenko
La quatrième carte joker est The Great Milenko (1997). The Great Milenko est un illusionniste et un nécromancien,. Il agit dans la vie quotidienne. Son but est de se servir du pire de chacun. Il crée par ses formules magiques (chanson Hokus Pokus) des illusions qui trompent les hommes dans leurs décisions. Ils sombrent alors dans la débauche, l'égoïsme et la luxure,. The Great Milenko est présent en chaque personne. La chanson Halls of Illusions illustre les pouvoirs de The Great Milenko. Un train fantôme mène le visiteur à travers des scènes telles que The Great Milenko les fait apparaître puis telles qu'elles sont vraiment. Pour ceux qui se laissent aveugler par The Great Milenko, le message est clair : Watch your step to hell, it's a long fall (Regarde ton chemin vers l'enfer c'est une longue chute). Quelqu'un de juste doit lutter contre la magie de The Great Milenko pour espérer finir au Shangri-La. Dans la chanson The House of Horrors, Violent J et Shaggy 2 Dope révèlent leur pouvoir à ceux qui n'ont pas rejoint le Dark Carnival, à ceux qui ne sont pas des Juggalos. Une autre chanson est intitulée Down With the Clown. Dans le refrain, Shaggy 2 Dope demande que feront les Juggalos dans les années à venir et lorsque viendra le temps du Dark Carnival. Un chœur hurle : I'm a be down wit the clown ! (Je serai avec le clown). 
Également Pass Me By qui est à nouveau une chanson clé du Dark Carnival. Violent J raconte ce qui lui arrive après sa mort: I look around I can't believe that it's possible I'm dead, and I made it to the Carnival. Il décrit cet endroit plutôt paisible où il voit passer d'anciennes stars de la musique décédées, puis au loin quelque chose de plus négatif se laisse entrevoir: That's where the greedy skank motherfuckers go. This is all hell now, we livin' in it. But this bullshit'll be over in a minute. Le refrain très révélateur laisse espérer que Violent J n'ira pas en enfer: We all gonna die, but I'm not gonna fry, Even though most never try, I'm not gonna let this pass me by, no! (On mourra tous un jour, mais je ne compte pas cramer [en enfer], même si je fais de mon mieux, je ne laisserai pas cette chance m'échapper, non!). Dans le livret du CD, un message annonce le nom de la prochaine carte joker.

### The Amazing Jeckel Brothers
La cinquième carte joker est The Amazing Jeckel Brothers (1999). Cette nouvelle entité du Dark Carnival est double.  Elle juge également les humains lorsque les morts tournent dans les 19 cercles de l'enfer. La moralité de l'homme durant sa vie est alors jugée. D'un côté, il y a Jack Jeckel le sinistre et de l'autre Jake Jeckel le juste. Ils émergent de la fumée d'une bougie. Les frères Jeckel jonglent avec des boules enflammées. Pour chaque péché, une boule est ajoutée à Jake le juste. Jack le sinistre essaie pendant ce temps de le déstabiliser. Si le Périsprit voit Jake le juste manquer ou lâcher une boule, cela signifie qu'il est condamné à l'enfer. Si Jake le juste réussit à jongler, le mort va au paradis. Le mort attend que se termine la jonglerie et réfléchit à ses actes passés (chanson Nothing's Left).
Dans The Amazing Jeckel Brothers (1999), on peut entendre Echo Side la première chanson du super groupe Dark Lotus. Dans la chanson, ils racontent la descente vers l'enfer et la souffrance d'une âme dénommée Damien. Les membres du Dark Lotus (les Drunken Ninja Masters) sont de nouveaux messagers du Dark Carnival en complément des clowns maléfiques Violent J et Shaggy 2 Dope. L'arrivée prochaine de la dernière carte Joker a fait naître un Dark Lotus (lotus noir) sur le sol sacré du Dark Carnival. C'est le dernier avertissement avant le jugement (Black Crows). En 2001, le groupe sort l'album Tales From The Lotus Pod (2001) très inspiré par le concept du Necronomicon créé par Howard Phillips Lovecraft. Les représentants du Lotus sont des magiciens, les successeurs d'Ali Baba, des adeptes de la magie noire. Dans les albums Bizaar (2000) et Bizzar (2000), plusieurs chansons parlent du Dark Carnival. La chanson Take Me Away (2000) (Bizaar, 2000) annonce joyeusement et impatiemment l'arrivée prochaine du Dark Carnival. The Pendulum's Promise (2000) (Bizaar, 2000) parle d'âmes condamnées à l'enfer. La chanson Let's Go All We Way (2000) (Bizzar, 2000) illustre l'arrivée d'un carnaval itinérant mené par ICP dans une ville américaine de la classe moyenne nommée Pleasant Town.

### The Wraith
The Wraith (2002-2004) est révélée en 2002. The Wraith est un spectre qui a lui aussi le pouvoir de révéler au mort quel est son sort. Il peut prendre deux visages chacun accompagné d'un des deux corbeaux noirs annoncés par Dark Lotus. Le premier visage est The Wraith : Shangri-La (2002) qui prend la main pour mener vers le paradis. Le son d'ICP s'oriente alors vers un son plus rock et plus joyeux. Cette évolution a surpris une partie du public mais est en fait en accord avec le message de cet album et la période Shangri-La. Les morceaux qui montrent cette joie sont notamment Walk Into The Light, It Rains Diamonds, Juggalo Homies et The Wraith. 
La dernière chanson de The Wraith : Shangri-La est intitulée Thy Unveiling (la révélation). Après plusieurs années d'attente, Des milliers de juggalos ont enfin la révélation sur le message final du Dark Carnival. Violent J rappe et révèle alors que le message d'ICP est en fait le respect, la morale, l'amour des siens et de Dieu : When we speak of Shangri-La, what you think we mean ? Truth is we follow GOD !!!! We've always been behind Him ! The Carnival is GOD and may all Juggalos find Him !. Le chœur précise ensuite : We're not sorry if we tricked you ! The Carnival will carry on. Pour beaucoup qui n'avaient pas réfléchi au concept de Dark Carnival, cette chanson a été un choc et une surprise. Pour autant, ICP ne prétendent pas être un groupe religieux et encore moins un groupe de rap chrétien. Violent J déclare ainsi ne jamais aller dans une quelconque église. Ils pensent cependant qu'il est bien de croire en Dieu. Le message final d'ICP est donc déiste. C'est une version modernisée du Jugement dernier dans un langage actualisée et accessible.
En 2004, l'album Black Rain de Dark Lotus annonce l'arrivée de la deuxième partie de la sixième carte Joker. Le second visage de The Wraith est The Wraith : Hell's Pitt (2004) qui attrape le mort pour l'emmener vers les flammes éternelles de l'enfer. Le son se fait plus dur et les paroles très sombres pour illustrer la souffrance et le désespoir des âmes condamnées, ces modèles à ne pas suivre (Walk Into The Darkness, Truly Alone, Everyday I Die, Burning Up, Angels Falling...).

## Seconde main
Un nouvel album de Dark Lotus intitulé The Opaque Brotherhood (2008) sort en 2008. Il prépare le retour du Dark Carnival à partir de 2009. Bang! Pow! Boom! (2009) lance un nouveau cycle de six cartes joker. Cette nouvelle entité du Dark Carnival consiste en une série d'explosions. Elle intervient lorsque la foule des âmes du Carnaval est trop chargée en esprits diaboliques. La série de trois explosions fait disparaître en morceaux tout être malveillant,.
The Mighty Death Pop! (2012) a deux visages : un qui illustre la mort puissante et inévitable avec un clown coiffé d'un chapeau de sept branches à l'expression et au sourire maléfique ; l'autre illustre ce même visage mais squelettique qui explose, correspondant à l'explosion soudaine de la mort dans une vie. Cette explosion peut s'entendre plusieurs fois dans l'album lorsque est prononcé le mot POP de Mighty Death Pop!. En 2014, l'album The Mud, Water, Air, and Blood de Dark Lotus prépare l'arrivée de la troisième nouvelle carte joker.
The Marvelous Missing Link: Lost (2015) est la première partie de la troisième carte Joker. Elle est une entité que Violent J décrit de « dépourvue de Dieu dans sa vie. Toujours être négatif, percevoir le monde qui nous entoure négativement. Toujours vivre dans la peur et dans la haine. »